# 鮎貝房之進
鮎貝 房之進（あゆかい ふさのしん、文久4年1月4日（1864年2月11日） - 昭和21年（1946年）2月24日）は、日本の言語学者、歴史学者、歌人。号は槐園（かいえん）。

## 経歴
- 1864年 - 仙台藩伊達家御一家筆頭鮎貝家にて鮎貝太郎平盛房の三男として現在の宮城県気仙沼市に生まれる[1]。
- 1878年 - 仙台県立師範学校を卒業。
- 1884年 - 官費学生として東京外国語学校朝鮮語学科に入学。
- 1890年 - 宮城県会議員に当選し、一期のみ務める。
- 1894年 - 朝鮮に渡り、京城（現在のソウル特別市）における5箇所の私立小学校の創設の責任者となる。
  - このころ鮎貝が勤めた日本人学校乙未義塾の同僚には歌人の与謝野鉄幹がいる。
- 1906年 - 日露戦争における功労により勲六等を授かる。
- 1916年 - 朝鮮総督府博物館の協議員となる。
- 1931年 - 代表的著作となる『雑攷』の出版を開始。
- 1933年 - 朝鮮総督府宝物古蹟名勝天然記念物保存会委員となる。
- 1942年 - 朝鮮総督府より朝鮮文化功労賞を受賞。
- 1946年 - 引き揚げ途上の博多で中風のために82歳で病没。

## 家族・親族
- 長兄は初代気仙沼町長の鮎貝盛徳。
- 二兄は浅香社を興した歌人の落合直文。

## 業績
言語学的なアプローチからの古代朝鮮の地名・王号などの考証を行い、また民俗学的な研究にも努めた。その成果は雑攷9集としてまとめられ、今日でも優れた先行研究として扱われている。李朝時代の禁書『鄭鑑録』の収集研究を行った。
京都・秦氏の名前由来を「波旦」(ハダ）説を提起した。1986年に韓国慶尚北道で新羅古碑が発見され、それには古地名「波旦」が明らかにあり、京都大学名誉教授・上田正昭が当地を訪れ、鮎貝説を支持している。

## 著書
『雑攷9集』
原書は1931年5月から1938年5月にかけて京城にて出版されたものであり、国内13箇所の大学図書館において揃って所蔵される。復刻・復刻再版にあたっては原書の構成を変更していることもあり、それにあわせて書名も変更されている。
- 第1輯 : 「新羅王位号並に追封王号に就きて」
- 第2輯上巻・下巻 : 「日本の韓・新羅・任那・百済・高麗・漢・秦等の古訓に就きて」
- 第3輯 : 「俗字攷附俗訓字・俗音字」
- 第4輯 : 「花郎攷」
- 第5輯 :
- 第6輯上編・下編 : 「俗文攷 附書年月日例」
- 第7輯上巻 : 「日本書紀朝鮮地名攷」
- 第7輯下巻 : 「日本書紀朝鮮地名攷」続
- 第8輯 : 「姓氏攷及族制攷」
- 第9輯 : 「奴婢攷」

### 復刻版
- 『雑攷日本書紀朝鮮地名攷』国書刊行会 1971年
- 『雑攷新羅王號攷朝鮮国名攷』国書刊行会 1972年
- 『雑攷俗字攷・俗文攷・借字攷』国書刊行会 1972年
- 『雑攷姓氏攷及族制攷・市廛攷』国書刊行会 1973年
- 『雑攷花郎攷・白丁攷・奴婢攷』国書刊行会 1973年

### 復刻再版
- 『日本書紀朝鮮地名考』国書刊行会 1987年
- 『朝鮮国名考』国書刊行会 1987年
- 『朝鮮姓氏・族制考』国書刊行会 1987年